# Ель-Берруеко
Ель-Берруеко (ісп. El Berrueco) — муніципалітет в Іспанії, у складі автономної спільноти Мадрид. Населення — 605 осіб (2010).
Муніципалітет розташований на відстані близько 55 км на північ від Мадрида.
На території муніципалітету розташовані такі населені пункти: (дані про населення за 2010 рік)
- Ель-Берруеко: 505 осіб
- Пеньягіла: 14 осіб
- Лос-Посуелос: 0 осіб
- Прадера-дель-Амор: 86 осіб
- Дееса-Бояль: 0 осіб

## Демографія
Динаміка населення (INE ):

## Галерея зображень

Розташування муніципалітету у автономній спільноті Мадрид